# Cusuma
Cusuma es un género de polillas en la familia Geometridae.

## Especies
- Cusuma flavifusa Hampson, 1893
- Cusuma limbata Moore, 1879
- Cusuma vilis (Walker, 1854)